# Armancia
Armancia o escenas de un salón parisino (Armance ou quelques scènes d'un salón de Paris, en francés, publicada anónimamente en 1827) es la primera novela de Stendhal.
Se trata de una novela rosa ambientada en la época de la restauración borbónica.
La joven Armancia, bella pero atípica, es el amor del «héroe», el joven y también atípico Octavio, brillante y taciturno. Sin embargo, se opone un obstáculo en su amor:

Sí, querida amiga, dijo él mirándola al fin, te adoro, no debes dudar de mi amor; ¿pero quién es el hombre que te ama? Es un monstruo.

Una serie de indicios acabarán dando a entender que Octavio es impotente, a raíz de un grave accidente. Octavio con su sufrimiento, ha alcanzado un gran desarrollo interior; él solo, podría decirse, ilustra el «mal du siècle» de los románticos.
El mal del siglo, la melancolía, es extensivo a algunas almas sensibles de siglos posteriores, aunque el siglo XIX es el siglo del romanticismo. Y no se puede ser un romántico actualmente. 
Armancia está basada en el tema de la novela Olivier, de la duquesa Claire de Duras, cuyo carácter escabroso impidió su publicación. Pero Stendhal, con más sutileza, supo infundir discretamente el secreto sobre la obra sin mencionarlo nunca explícitamente. El libro está dedicado a la duquesa.
André Gide consideró esta novela como una de las más bellas de Stendhal.